# Aimée Barancy
Aimée Barancy (née le 4 janvier 1891 à Charroux et morte le 29 avril 1984 à Draveil,) est une journaliste, poétesse, nouvelliste et musicienne française.

## Biographie
Fille du docteur Jules Barancy et de Marthe Mattabon. Elle est la sœur d'Henri Barancy, as de l'aviation de chasse en 1914. Le 4 septembre 1910 à Civray elle épouse Jacques Prévost (1880-1934), magistrat à Paris, dont elle se sépare en 1922. En 1911, elle a un premier fils, Jacques, qui deviendra administrateur à la Sécurité sociale. Son enfance est consacrée au piano. Elle prend aussi des leçons de dessin auprès de Gino Severini et, en juin 1915, elle illustre un livre « patriotique » et expose vingt cinq pastels humoristiques à une exposition du palais d'Orsay à Paris, présidée par Pierre Loti, au profit des sinistrés de Senlis. Elle entre en 1920 à L’Intransigeant de Léon Bailby, où elle assure des critiques de spectacles, et au Courrier musical et théâtral de Gaston Dufy. Elle a un second fils en 1921, André, qui deviendra médecin, puis artiste peintre et graveur de talent. En 1929, elle rencontre le peintre Henri Mahé sur sa péniche, La Malamoa, et lui présente, avec la cinéaste Éliane Tayar et l'actrice Nane Germon, le docteur Destouches, futur Céline en littérature.
Aimée Barancy entre à L’Intran-Pour Vous, l’hebdomadaire du cinéma de René Lehmann en 1931, écrit régulièrement dans la revue de cinéma Pour vous entre 1930 et 1938, et encore dans Le Sourire, hebdomadaire illustré. Elle publie une nouvelle aux Œuvres Libres d’Arthème Fayard en 1933, L’Archange et le Vampire, nouvelle où elle relate le tournage par Carl Dreyer de Vampyr. En 1936, elle publie Les Grandes Fantasias, éloge de la conquête de l’Algérie, né d’un reportage pour le film Sidonie Panache, où Antonin Artaud fait partie de la distribution. En 1936, dans Le Sourire, elle écrit : « Lisez la Mort à Crédit de Céline » et en souligne le génie comique. Pendant l’Occupation, elle donne des cours de piano au « Studio Wacker », rue de Douai, et compose pour Marguerite Monnot.
À la Libération, elle continue à proposer des articles à L'Intransigeant. René Lehmann, directeur de L’Aurore, lui donne parfois du travail. En 1953, elle publie aux Éditions Sipuco, un recueil de poèmes, La Fosse aux ours, que Jean Paulhan appréciait. Le poète Théophile Briand lui réserve une notule dans Le Goéland, et une séance de dédicaces a lieu au Balajo, décoré par Henri Mahé. Les dédicataires des poèmes sont Henri Mahé, Georges France, Roger Lécuyer. Elle compose un autre recueil de poèmes sous le titre Le Cadran solaire. Les dédicataires sont Einar Johansen, Marguerite Monnot, Abel Gance et Monsieur Caze.
En 1968, elle découvre Le Pont de Londres de Céline avec quatre ans de retard et c'est une déception : « Une trombe d'exclamations ! Où veut-il en venir ? » Elle raffole par contre de La Brinquebale avec Céline que vient de publier Henri Mahé en 1969 à La Table Ronde : « Cela ne ressemble à rien ».
Malade à partir de 1974, elle meurt à Draveil en 1984.
La correspondance que Céline lui adressa a été publiée dans L’Année Céline (1999) et dans Au fil de l’eau d’Éric Mazet aux Éditions du Lérot (Tusson, Charente).
Un prix Aimée Barancy est décerné par la Société des poètes et artistes de France tous les ans à Poitiers.

## Premiers articles d'Aimée Barancy dansPour Vous
- no 110 du 25.12.30 : « Carnet d’une assistante : un film fantastique »
- no 113 du 15.1.31 : « Carl Théodor Dreyer »
- no 115 du 29.1.31 : « André Chotin est revenu d’Hollywood »
- no 119 du 26.2.31 : « Quelques mots de Léo Mittler »
- no 125 du 9.4.31 : « Promenade dans Babel-Joinville »
- no 139 du 16.7.31 : « Où Rip fait une conférence sur la beauté »
- no 142 du 6.8.31 : « Jim Gérald entre deux prises de vues »
- no 175 du 24.3.32 : « Perchicot et le cinéma »
- no 191 du 14.7.32 : « Polaire, extra-lucide de l’écran »
- no 210 du 24.11.32 : « La mille et deuxième nuit »
- no 235 du 18.5.33: « Dans les décors réalistes des dernières scènes de L’Assommoir »
- no 236 du 25.5.33 : « En déjeunant avec Dita Parlo » et « Du Brésil, Vladimir Strijewsky nous ramène "Anaconda" »
- no 240 du 22.6.33 : « Voilà Clo-Clo, vive Clo-Clo - Michel Simon »
- no 262 du 23.11.33 : « Simone Bourday montagnarde »
- no 267 du 28.12.33 : « Nicolas Farkas, metteur en scène de “La Bataille”, nous parle de hara-kiri ». Dans le même numéro : « Nane Germon, ma sœur » d'Éliane Tayar
- no 269 du 11.1.34 : « Quand Annabella tournait La Bataille »
- no 270 du 18.1.34 : « Pourquoi les secondes de Mireille sont plus précieuses que les nôtres »
- no 272 du 1.2.34 : « Madeleine Renaud, amoureuse et none »
- no 277 du 8.3.34 : « Dernières images de Fédora »
- no 279 du 22.3.34 : « Bach prend le train de 8 h 47 »
- no 282 du 12.4.34 : « Samson Fainsilber avocat »
- no 283 du 19.4.34 : « Julien Duvivier parle du paquebot Tenacity »
- no 349 du 25.7.35 : « Les projets de Winna Winfried » et « Nane Germon au double profil »